# Adams (Észak-Dakota)
Adams város az USA Észak-Dakota államában, Walsh megyében. Lakosainak száma 127 fő (2010. április 1.).

## Népesség
A település népességének változása:

| 2010 | 127 |